# 페르난도 레돈도
페르난도 카를로스 레돈도 네리(스페인어: Fernando Carlos Redondo Neri, 1969년 6월 6일 ~ )는 아르헨티나의 전 축구 선수로, 포지션은 수비형 미드필더였다.

## 수상

### 레알 마드리드
- 라리가 : 1994-95, 1996-97
- UEFA 챔피언스리그 : 1997-98, 1999-00
- 인터컨티넨탈컵 : 1998

### AC밀란
- 세리에 A : 2003-04
- 코파 이탈리아 : 2002-03
- UEFA 챔피언스리그 : 2002-03

### 아르헨티나
- 코파 아메리카 : 1993
- FIFA 컨페더레이션스컵 : 1992
- 남미 U-17 선수권 대회 : 1985

### 개인
- UEFA 올해의 선수 : 1999-00
- FIFA 컨페더레이션스컵 골든볼 : 1992
- ESM 선정 올해의 팀 : 1997-98
- EFE 선정 시대의 팀 : 1990년대
- AFA 선정 자국 역대 베스트 : 2016
- 테네리페 올해의 선수 : 1992–93, 1993–94
- 레알 마드리드 올해의 선수 : 1996–97, 1999–2000
- FIFA XI : 1996